# 구면수차

구면수차

구면수차 (Spherical Aberration)는 렌즈의 광축상의 물리적 점을 지나면서 광축을 많이 벗어나 렌즈에 입사하는 일련의 광선들은 평행축(paraxial image plane)에 수직으로 놓여 있다면 점모양의 화상 대신에 작은 원판의 형태로 초점이 맺히는 현상이다. 구면수차는 광축에서 가까운 근축광선의 초점과 광축에서 먼 원축광선의 초점이 서로 다르기 때문에 나타난다. 따라서 구면수차는 수직수차(광축에서 벗어난 거리)로 표현된다. 그림에서 구면수차는 입사동(Entrance Pupil)에서의 높이로 수직축으로 나타난다. 수평축에는 광선이 광축과 교차하는 평행초점 면으로 거리를 두고 나타난다. 구면수차는 렌즈의 조리개를 닫으면(피사계 심도를 높이면) 크게 개선된다. 완전개방에서 2~3단계 조리개를 닫으면 거의 사라진다. 구경이 더 닫히게 되면 점차 회절현상이 일어나므로 렌즈의 구경이 너무 닫히면 이미 얻은 선명도를 다시 잃게 된다. 반사망원경에서 포물면경을 사용하거나 렌즈면을 비구면 렌즈 (Aspherical Lens)로 연마하여 사용하는 이유가 바로 구면 수차를 없애기 위함이다.

## 같이 보기
- 색지움 렌즈
- 비구면 렌즈
- 망점